# Nikol Kučerová
Nikol Kučerová (* 23. června 1989 Semily) je česká akrobatická lyžařka a bývalá alpská lyžařka. V letech 2004–2011 závodila v alpském lyžování, skikrosu se věnuje od roku 2009.
V dubnu 2023 se stala předsedkyní komise sportovců Českého olympijského výboru po rezignaci Davida Svobody.

## Sportovní kariéra
Nejlepšího umístění na mistrovství světa v akrobatickém lyžování dosáhla v roce 2015 v rakouském Kreischbergu (6. místo), v závodě Světového poháru dosáhla nejvýše na 3. místo v italském Innichenu (2010/11). V témže roce rovněž získala ocenění Rookie of the Year (nováček roku) ve Světovém poháru. V roce 2014 se zúčastnila Zimních olympijských her v Soči, kde se umístila na 24. místě. Na ZOH 2018 v Pchjongčchangu obsadila 14. příčku. Ve Světovém poháru se několikrát umístila v první desítce.